# Múcio de Castro
Múcio de Castro (Passo Fundo, 8 de maio de 1915 — ?, 30 de agosto de 1981) foi um jornalista e político brasileiro. Foi o diretor e consolidador do jornal O Nacional, de Passo Fundo.
Iniciou sua carreira no jornal pouco depois da sua fundação, no setor de expedição, primeiro como entregador, depois como chefe da expedição. Posteriormente, passou a redator e chefe de redação, chegando a ser diretor da empresa. Passou a ser proprietário de O Nacional, em 1939.
Dedicou-se também à política partidária como membro do antigo PTB, por quem foi eleito, em 3 de outubro de 1954, deputado estadual, para a 39ª Legislatura da Assembleia Legislativa do Rio Grande do Sul, de 1955 a 1959.
É pai do jornalista Tarso de Castro e avô do ator João Vicente de Castro.